# ايتريدو
ایتريدو، (بالإنجليزية: Ittireddu)‏، (سردينيا: Itireddu)، هي بلدية، في مقاطعة ساساري، في المنطقة الإيطالية سردينيا، وتقع على بعد حوالي 150 كيلومترا (93 ميل) إلى الشمال من كالياري، وحوالي 35 كيلومترا (22 ميل) جنوب شرق ساساري.

## السكان
في سنة 1861 بلغ عدد السكان 729 نسمة، وتطور العدد ليصل في سنة 2011 لـ 580 نسمة.
يظهر هذا المخطط البياني تطور النمو السكاني لـ ايتريدو

## توأمة
لايتريدو اتفاقيات توأمة مع:
- فيورانو مودينيزي